# 胥遇
胥遇（1529年—1589年），字際明，號頤川，四川眉州人，明朝政治人物。

## 生平
由州學生中式四川鄉試第六十四名舉人，會試中式第三百名。嘉靖四十四年乙丑科第五十八名進士。刑部观政，四十五年三月授裕州知州，隆慶二年（1568年）五月升武昌府同知，六年八月升南户部员外郎，万历元年（1573年）五月升南礼部郎中，萬曆五年（1577年）八月官廣東廣州府知府。六年二月丁忧。九年二月復除南昌府，十三年七月升浙江副使、管淮扬海防河道事，十六年三月升云南参政，十七年四月卒。

## 家族
曾祖胥鑑，祖胥尚和，父胥文友，训导贈同知；母馮氏，封太宜人。兄胥遷；胥達（歲贡生）；胥迪。